# Zou Rong

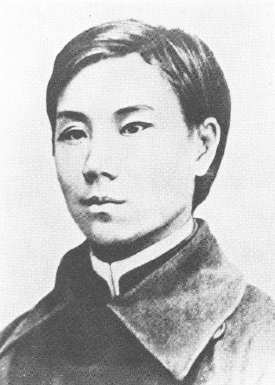
Zou Rong

Zou Rong (en chino tradicional, 鄒容; pinyin, Zōu Róng; Wade-Giles, Tsou Jung; 1885 - 1905) fue un activista nacionalista radical chino, convertido en mártir de la oposición a la dinastía Qing ya que murió en la cárcel cuando sólo contaba con veinte años de edad.
Zou Rong, como su estrecho colaborador Zhang Taiyan, consideraba el dominio manchú sobre la etnia Han el mal principal de China, por encima incluso del imperialismo occidental. Así cuando sólo contaba con dieciocho años escribió una pequeña obra titulada El Ejército revolucionario (geming jun 革命軍), que tuvo una gran difusión.  En ella denunciaba la esclavitud mental de los chinos que aceptaban la dominación «extranjera» y proponía la eliminación sangrienta de los manchúes. Así lo justificaba:

La revolución es una norma universal de la evolución. La revolución es un principio universal del mundo. La revolución es la esencia de la lucha por la supervivencia o la destrucción en una época de transición. La revolución obedece al cielo y responde a las necesidades de los hombres. La revolución rechaza lo que está corrompido y conserva lo bueno. La revolución es el avance de la barbarie a la civilización. La revolución convierte a los esclavos en amos.